# The Virgin Prunes
The Virgin Prunes – irlandzki zespół wywodzący się z podobnego nurtu – Lipton Village – co U2. Frontmanem zespołu został Gavin Friday (ur. 1959), najlepszy przyjaciel Bono z czasów szkolnych. Zespół tworzyli: Gavin Friday, Guggi (drugi wokal), Pod, Strong Men i Dik, starszy brat The Edge'a z U2.
The Virgin Prunes odniosło mały sukces komercyjny, a jego brzmienie określono jako punk gotycki. Zespół szokował odważnymi koncertami, wydał kilka płyt, po czym w roku 1986 rozpadł się. Gavin nagrywa solowe płyty, tworzy muzykę do filmów, Gugi został malarzem, a Dick występujący dziś jako Richard Evans (prawdziwe nazwisko) jest gitarzystą w mało znanym zespole. Obie grupy – Virgin Prunes i U2 bardzo się przyjaźniły, często grywali razem.
Dziś Virgin Prunes są uznawani za jeden z ważniejszych zespołów pierwszej połowy lat 80.